# Круа-Фонсом
Круа́-Фонсо́м (фр. Croix-Fonsomme) — коммуна во Франции, находится в регионе Пикардия. Департамент коммуны — Эна. Входит в состав кантона Боэн-ан-Вермандуа. Округ коммуны — Сен-Кантен.
Код INSEE коммуны — 02240.

## Население
Население коммуны на 2010 год составляло 227 человек.
| 1962 | 1968 | 1975 | 1982 | 1990 | 1999 | 2010 |
| ---- | ---- | ---- | ---- | ---- | ---- | ---- |
| 279  | 242  | 274  | 293  | 210  | 220  | 227  |

## Экономика
В 2010 году среди 138 человек трудоспособного возраста (15—64 лет) 103 были экономически активными, 35 — неактивными (показатель активности — 74,6 %, в 1999 году было 68,8 %). Из 103 активных жителей работали 90 человек (49 мужчин и 41 женщина), безработных было 13 (5 мужчин и 8 женщин). Среди 35 неактивных 11 человек были учениками или студентами, 13 — пенсионерами, 11 были неактивными по другим причинам.